# 根来龍之
根来 龍之（ねごろ たつゆき、1952年9月19日 - ）は、日本の経営情報学者。鉄鋼メーカー、産業能率大学、文教大学、早稲田大学などを経て、2023年から、名古屋商科大学ビジネススクール教授 (2023-) 兼 大学院大学至善館特命教授（2023-）。デジタル経営研究センター所長。三重県生まれ。

## 経歴
専攻は、ビジネスモデル論、ネットビジネス論、プラットフォームビジネス論、システム方法論。埼玉県立浦和高等学校卒業。京都大学文学部哲学科（社会学専攻）卒業(1977)後、慶應義塾大学大学院経営管理研究科修了(1983) (MBA)。
大学教員になる前に、大同特殊鋼株式会社にて、知多工場鋼材作業課（工程管理担当）、本社生産管理部、本社社長室、磁材事業部企画に勤務した。
大学における職歴として、徳山大学（現 周南公立大学）、産業能率大学、文教大学を経て、早稲田大学商学学術院教授(2001-2023)。早稲田大学では、早稲田大学ビジネススクール教授、同ビジネススクール・ディレクター（統括責任者）(2010-2016)、ビジネススクール（大学院経営管理研究科）研究科長 (2016)、早稲田大学IT戦略研究所所長 (2003-2023)を務めた。大学院大学至善館学術顧問（2018 - )。
在外研究として、英ハル大学客員研究員、米カリフォルニア大学バークレー校客員研究員を歴任。
学会活動として、経営情報学会会長（2008 -2009年度）、Systems Research誌Editorial Board、経営情報学会誌編集長、Systems Practice誌International adviser、組織学会理事・評議員、国際CIO学会理事（同学会誌編集長）などを歴任。
社会活動として、エグゼクティブリーダーズ・フォーラム代表幹事、日本パブリックアフェアーズ協会アドバイザー、日産財団理事、国際IT財団理事、CRM協議会副理事長・顧問、会計検査院契約監視委員会委員長、日本オンラインショッピング大賞実行委員会委員長、CRM ＆Datawarehouse Expo企画委員長、経済産業省IT経営協議会委員、国土交通省自律支援プロジェクト評価委員、経済産業省IT等を活用したサービス業の経営革新研究会委員、(社)コンピュータソフトウェア協会理事、（社）日本自動車工業会JNX運営委員、（社）特殊鋼流通協会理事、（社）特殊鋼倶楽部監事、IT Japan Award審査員、マイルズ賞 (バリューエンジニアリング審査員、日経イノベーターズ・アドバイザーなどを歴任。

## 著書
- 『企業進化を加速する「ポリネーター」の行動原則』（2023年、監修・共著、日経BP社）
- 『ビジネスモデル』（2020年、共著、SBクリエイティブ）
- 『集中講義：デジタル戦略』（2019年、日経BP社）
- 『プラットフォームの教科書』（2017年、日経BP社）
- 『IoT時代の競争戦略分析フレームワーク：バリューチェーンからレイヤー構造化へ』（2016年 編著書、中央経済社）
- 『ビジネス思考実験』（2015年、日経BP社）
- 『事業創造のロジック』（2013年、日経BP社）
- 『プラットフォームビジネス最前線』（2012年、監修・共著、翔泳社）
- 『CIOのための情報・経営戦略：ITと経営の融合』（2010年、編著書、中央経済社）
- 『mixiと第二世代ネット革命』（2006年、監修・共著、東洋経済新報社）
- 『デジタル時代の経営戦略』（2005年、監修・共著、メディアセレクト）
- 『代替品の戦略』（2005年、東洋経済新報社）
- 『オープンパートナーシップ経営』（2002年、共著、PHP）
- 『経営戦略と企業革新』（2001年、共著、朝倉書店）
- 『製薬・医療産業の未来戦略』（2001年、共著、東洋経済新報社）
- 『ネットビジネスの経営戦略』（1999年、共著、日科技連）
- 『ERPとビジネス改革』（1998年、共著、日科技連）
- 『情報ネットワークの進展と組織革新』（1997年、産能大学通信教育テキスト）
- 『グループウェアとは何か』（1997年、共著、産能大学通信教育テキスト）
- 『日経ビジネスで学ぶ経営戦略の考え方』（1993年、共著、日本経済新聞社）
- 『The Strategic Management of Manufacturing Businesses』（1992年、共著、3A Corporation）
- 『生産企業の経営』（1990年、共著、海声社）

## 監修・分担執筆
- 『「驚き経営」を探して：「計算された非合理」の魅力』（2011年 根来龍之監修・角田仁著、青山社）
- 『WEBマーケティングコサルタント養成講座』（2008年 根来龍之監修・海老根智仁・ 頼定誠著、翔泳社）
- 『経営情報システム』（2004年 分担執筆、宮川公一監修 中央経済社）

## 訳書・監訳書
- マイケル・ウェイド他（著）『ハッキング・デジタル』（2023年、日本経済新聞出版）
- ロール・クレア・レイエ 、ブノワ・レイエ（著）『プラットフォーマー 勝者の法則』（2019年、日本経済新聞出版社）
- マイケル・ウェイド他（著）『ＤＸ実行戦略』（2019年、日本経済新聞出版社）
- マイケル・ウェイド他（著）『対 デジタル・ディスラプター戦略』（2017年、日本経済新聞出版社）
- コリス・モンゴメリー（著）『資源ベースの経営戦略論』（2004年、東洋経済新報社）
- ブラインアン・ウィルソン（著）『システム仕様の分析学』（1999年、共立出版）

## 分担訳
- ロバート・アクセルロッド(著)『対立と協調の科学』（2003年、寺野隆雄監訳 ダイヤモンド社）
- ピーター・チェックランド(著)『ソフトシステムズ方法論』（1995年、有斐閣）
- ローゼンヘッド(著)『ソフト戦略思考』（1992年、日刊工業新聞社）

## 受賞
- Asia Pacific Conference on Information Management (APCIM) Best Papers Award, Contribution of Information Systems to Business Performance as an Embedded Factors of Differentiation Mechanism: A Case Study of Seven-Eleven Japan (2009)
- 経営情報学会論文賞「仕組の過剰自己強化と意図せざる結果：一太郎とWordの攻防を事例とした研究」2007年
- 経営情報学会論文賞「産業構造のモジュール化が進んだ業界の競争優位の分析」2004年
- 経営情報学会論文賞「インターネット・プラットフォームビジネスの産業発展への貢献：情報交換・知識化モデルによる事業分類」2000年
- 経営情報学会大会発表賞「トータルサプライプロセスから見た関係マネジメントのモデル」1999年
- 全国能率大会第Ⅱ部論文発表大会 優秀論文「サイバーコミュニティマーケティングの有効性」2001年

## 研究室
- デジタル経営研究センター
- デジタル経営研究センターYoutube
- 名古屋商科大学ビジネススクール
- 大学院大学至善館
- 根来龍之研究室
- 早稲田大学ビジネススクール
- 早稲田大学IT戦略研究所